# اعتدال (إحداثيات سماوية)

رسم توضيحي للكرة السماوية يبين الاعتدالين

في علم الفلك، الاعتدال هو أحد نقطتين على الكرة السماوية حيث يتقاطع مسار الشمس مع خط الاستواء السماوي،   الاعتدالان هما: أول الحمل وأول الميزان. على الرغم من وجود نوعين من هذه التقاطعات، فإن الاعتدال المرتبط بالعقدة الطالعة للشمس يستخدم أصلاً اصطلاحيًا لأنظمة الإحداثيات السماوية ويشار إليه ببساطة باسم «الاعتدال». على النقيض من الاستخدام الشائع للاعتدال الربيعي والخريفي، فإن الاعتدال في نظام الإحداثيات السماوي هو اتجاه في الفضاء وليس لحظة من الزمن.